# Cooper DeJean
Cooper DeJean es un cornerback y regresador profesional para los Philadelphia Eagles en la Liga Nacional de Fútbol Americano (NFL). Jugó para los Iowa Hawkeyes durante la universidad, recibiendo los honores All-American en 2023. Fue seleccionado por los Philadelphia Eagles durante el segundo round del Draft de la NFL de 2024. DeJean ayudó a su equipo a ganar la Super Bowl LIX en 2025, en donde devolvió su primera intercepción para touchdown de su carrera como rookie. 

## Primeros años
DeJean nació el 9 de febrero de 2003 en Sioux Falls, Dakota del Sur, pero se crio en Odebolt, Iowa, una ciudad agrícola de unos 920 habitantes. Fue al OA-BCIG, un instituto consolidado en Ida Grove, Iowa. En el instituto jugó como quarterback y como parte del equipo defensivo, obteniendo numerosos récords escolares. En su último año, lanzó pases de 3447 yardas con 35 touchdowns, y corrió 1235 yardas para 24 touchdowns. En 2021 fue nombrado el Jugador Adidas del Año por la All-American Bowl.
En 2020, en el partido por el campeonato estatal de Iowa, DeJean realizó diversas jugadas impactantes para derrotar al equipo rival, los Van Meter. En un lapso de dos minutos, bloqueó un punto extra, anotó el touchdown que lograría empatar el partido en una carrera de 4 yardas y anotó otro touchdown después de un balón suelto, corriendo 19 yardas. El juego fue retransmitido en los cines y establecimientos locales de las cinco ciudades rurales que van al Instituto OABCIG.
En el instituto, DeJean no sólo jugó al fútbol americano, sino que practicó también el baloncesto, el béisbol y el atletismo. En la cancha de baloncesto, DeJean anotó un total de 1832 puntos, situándolo justo detrás del tight-end T.J Hockenson, que también jugó para Iowa, y por delante del jugador del primer equipo Parade All-America y por delante del jugador de la NBA Harrison Barnes en la lista de mayores anotadores del estado de Iowa. Además, con sus 218 robos de balón, se consiguió situar entre los líderes de todos los tiempo del estado, por delante de Marcus Paige.
En atletismo, DeJean obtuvo los 100 metros más rápidos que cualquier corredor del estado hubiera hecho durante su segundo año. Se graduó con el sexto mejor salto de longitud de la historia del estado. 
A pesar de sus logros deportivos, DeJean recibió ofertas limitadas de becas deportivas al salir del instituto. Finalmente, dedició elegir la Universidad de Iowa, para jugar como defensa, en vez de elegir jugar para la Universidad de Dakota del Sur como quarterback.

## Carrera universitaria
Como estudiante de primer año en Iowa, en 2021, DeJean jugó un total de siete partidos, mayoritariamente como parte de los equipos especiales, teniendo cuatro tackles. DeJean jugó como cornerback, linerback, safety y regresador de despejes durante su segundo año, en 2022. En el partido contra Wisconsin, DeJean interceptó un pase de Graham Mertz, devolviéndolo 32 yardas para anotar un touchdown, forzó un balón suelto, derribó un despeje en la línea de una yarda y devolvió cuatro despejes para 82 yardas. Durante los tres cuartos, DeJean superó a la ofensiva de su propio equipo. Fue nombrado el MVP del Music City Bowl 2022 tras obtener 7 tackles, una devolución de intercepción de 14 yardas para touchdown y devolver tres despejes para 42 yardas. 
Durante la temporada 2023 de los Hawkeyes, DeJean fue un jugador crucial para el éxito del equipo. Los Hawkeyes tuvieron una ofensiva muy pobre, pero los equipos especiales y la defensa fueron los que los mantuvieron dentro del juego y les permitió seguir ganando partidos. DeJean consiguió tres intercepciones. Permitió sólo 22 recepciones y cero touchdowns durante la temporada regular. DeJean estuvo activo en el juego de regreso, incluyendo las 70 yardas ganadoras en los tres minutos restantes contra Míchigan, así como un regreso anulado de 54 yardas contra Minessota, que habría dado ventaja a Iowa. La decisión del árbitro de anular una recepción libre válida causó gran controversia, provocando una rueda de prensa telefónica para explicar la situación, en la que participaron el personal de arbitraje de Big Ten y la NCAA.
A mediados de noviembre, DeJean sufrió una lesión en la pierna, lo que le dejó fuera para el resto de la temporada regular. A pesar de esto, fue nombrado por consenso unánime All-American, obteniendo los honores de Defensa del Año Tatum-Woodson Big Ten y el Especialista en Devoluciones del Año Rodgers-Dwight Big Ten. Fue finalista para ganar el trofeo Bronko Nagurski y el premio Jim Thorpe.
DeJean se presentó al Draft de la NFL de 2024 tras la temporada 2023. Después de la temporada, el coordinador defensivo de Iowa y el entrenador de backs defensivos, Phil Parker, dijo: "No he visto jugar a Nile Kinnick, pero él puede ser el nuevo Nile Kinnick de la era moderna".

## Carrera profesional
Fue seleccionado por los Philadelphia Eagles en la selección general número 40 del Draft de la NFL de 2024.
Debutó en la Semana 6 de la Temporada 2024 contra los Cleveland Browns, en la posición de nickelback.
DeJean obtuvo la primera intercepción de su carrera en el segundo cuarto de la Super Bowl LIX, contra el quarterback de los Kansas City Chiefs, Patrick Mahomes, siendo la primera intercepción de un jugador de los Eagles en una Super Bowl. DeJean devolvió la intercepción para marcar un touchdown de 38 yardas, ayudando a su equipo a derrotar a los Chiefs 40-22 y así ganar la Super Bowl. El partido se jugó el día de su cumpleaños número 22, siendo el primer jugador, por detrás del exjugador, también de los Eagles, Steve Van Buren, en anotar un touchdown en el campeonato el día de su cumpleaños.

## Estadísticas de carrera de la NFL
| Leyenda | Leyenda            |
| ------- | ------------------ |
|         | Ganó el Super Bowl |

### Temporada regular
| Año     | Equipo  | Juegos | Juegos | Tackles | Tackles | Tackles | Tackles | Intercepciones | Intercepciones | Intercepciones | Intercepciones | Intercepciones | Intercepciones | Balones balones sueltos | Balones balones sueltos | Balones balones sueltos | Balones balones sueltos |
| Año     | Equipo  | GP     | GS     | Comb    | Solo    | Ast     | Sck     | PD             | Int            | Yardas         | Promedio       | Lng            | TD             | FF                      | ES                      | Yardas                  | TD                      |
| ------- | ------- | ------ | ------ | ------- | ------- | ------- | ------- | -------------- | -------------- | -------------- | -------------- | -------------- | -------------- | ----------------------- | ----------------------- | ----------------------- | ----------------------- |
| 2024    | FI      | 16     | 9      | 51      | 38      | 13      | 0,5     | 6              | 0              | 0              | 0.0            | 0              | 0              | 1                       | 3                       | 0                       | 0                       |
| Carrera | Carrera | 16     | 9      | 51      | 38      | 13      | 0,5     | 6              | 0              | 0              | 0.0            | 0              | 0              | 1                       | 3                       | 0                       | 0                       |

### Postemporada
| Año     | Equipo  | Juegos | Juegos | Tackles | Tackles | Tackles | Tackles | Intercepciones | Intercepciones | Intercepciones | Intercepciones | Intercepciones | Intercepciones | Balones balones sueltos | Balones balones sueltos | Balones balones sueltos | Balones balones sueltos |
| Año     | Equipo  | GP     | GS     | Comb    | Solo    | Ast     | Sck     | PD             | Int            | Yardas         | Promedio       | Lng            | TD             | FF                      | ES                      | Yardas                  | TD                      |
| ------- | ------- | ------ | ------ | ------- | ------- | ------- | ------- | -------------- | -------------- | -------------- | -------------- | -------------- | -------------- | ----------------------- | ----------------------- | ----------------------- | ----------------------- |
| 2024    | FI      | 4      | 4      | 18      | 12      | 6       | 0.0     | 4              | 1              | 38             | 38.0           | 38T            | 1              | 0                       | 1                       | 0                       | 0                       |
| Carrera | Carrera | 4      | 4      | 18      | 12      | 6       | 0.0     | 4              | 1              | 38             | 30.0           | 38T            | 1              | 0                       | 1                       | 0                       | 0                       |

## Vida personal
DeJean es el hijo de Jason y Katie DeJean. Tiene un hermano pequeño, Jaxx, también jugador de fútbol americano para los OA-BCIG. DeJean es cristiano. 